# Ostałówek
Ostałówek [ɔstaˈwuvɛk] est un village polonais de la gmina de Chlewiska, du powiat de Szydłowiec et dans la voïvodie de Mazovie dans le centre-est de la Pologne.
Il est situé à environ 8 kilomètres au nord-est de Chlewiska, 8 kilomètres au nord de Szydłowiec et à 103 kilomètres au sud de Varsovie.
Le village a une population de 336 habitants en 2008.